# Председници Владе Словеније
Словенија је имала седам премијера од када је стекла независност, распадом СФРЈ. За разлику од Председника Словеније, који се директно бира, премијера поставља парламент, и он мора имати подршку већине у парламенту да би владао.

## Списак председника Владе Словеније

### Предсједници владеСловеније (1918—1924)
|                   |                   |                   |              |                   |
| Јосип Погачник    | Јанко Брејц       | Леонид Питамиц    | Виљем Балтич | Иван Хрибар       |
| од 1918. до 1919. | од 1919. до 1920. | од 1920. до 1921. | 1921.        | од 1921. до 1924. |

Народна влада (1918—1919):
- Јосип Погачник,

Земаљска влада (1919—1921):
- Јанко Брејц,
- Леонид Питамиц,
- Виљем Балтич,

Покрајинска управа (1921—1924):
- Иван Хрибар.

### Списак председника ВладеСР Словеније(1945—1990)
|    | Слика | Име            | Мандат    | Странка                                                                 |
| 1  |       | Борис Кидрич   | 1945—1946 | Комунистичка партија Словеније                                          |
| 2  |       | Миха Маринко   | 1946—1953 | Комунистичка партија Словеније /Савез комуниста Словеније               |
| 3  |       | Борис Крајгер  | 1953—1962 | Савез комуниста Словеније                                               |
| 4  |       | Виктор Авбељ   | 1962—1965 | Савез комуниста Словеније                                               |
| 5  |       | Јанко Смоле    | 1965—1967 | Савез комуниста Словеније                                               |
| 6  |       | Стане Кавчич   | 1967—1972 | Савез комуниста Словеније                                               |
| 7  |       | Андреј Маринц  | 1972—1978 | Савез комуниста Словеније                                               |
| 8  |       | Антон Вратуша  | 1978—1980 | Савез комуниста Словеније                                               |
| 9  |       | Јанез Земљарич | 1980—1984 | Савез комуниста Словеније                                               |
| 10 |       | Душан Шинигој  | 1984—1990 | Савез комуниста Словеније /Партија Социјалдемократске реформе Словеније |
| 11 |       | Алојз Петерле  | 1990      | Словеначки хришћански демократи                                         |

### Списак председника Владе Републике Словеније (1990—2016)
|     | Слика | Име                          | Почетак мандата     | Крај мандата        | Странка |
| 1   |       | Алојз Петерле                | 16. мај 1990.       | 14. мај 1992.       | Словеначки хришћански демократи                                                                                                  |
| 2   |       | Јанез Дрновшек, први мандат  | 14. мај 1992.       | 3. мај 2000.        | Либерална демократска партија Словеније /Либерална демократија Словеније                                                         |
| 3   |       | Андреј Бајук                 | 3. мај 2000.        | 17. новембар 2000.  | Словеначка народна странка Нова Словенија хришћанска народна странка                                                             |
| (2) |       | Јанез Дрновшек, други мандат | 17. новембар 2000.  | 11. децембар 2002.  | Либерална демократија Словеније                                                                                                  |
| 4   |       | Антон Роп                    | 11. децембар 2002.  | 9. новембар 2004.   | Либерална демократија Словеније                                                                                                  |
| 5   |       | Јанез Јанша, први мандат     | 9. новембар 2004.   | 21. новембар 2008.  | Словеначка демократска странка                                                                                                   |
| 6   |       | Борут Пахор                  | 21. новембар 2008.  | 10. фебруар 2012.   | Социјалдемократи |
| (5) |       | Јанез Јанша, други мандат    | 10. фебруар 2012.   | 15. март 2013.      | Словеначка демократска странка                                                                                                   |
| 6   |       | Аленка Братушек              | 15. март 2013.      | 18. септембар 2014. | Позитивна Словенија Савез Аленке Братушек                                                                                        |
| 7   |       | Миро Церар                   | 18. септембар 2014. | 13. септембар 2018. | Странка Мира Церара /Странка модерног центра                                                                                     |
| 8   |       | Марјан Шарец                 | 13. септембар 2018. | 3. март 2020.       | Листа Марјана Шареца /Савез Аленке Братушек /Социјалдемократи /Странка модерног центра /Демократска странка пензионера Словеније |
| (5) |       | Јанез Јанша, трећи мандат    | 3. март 2020.       | 1.јуна,2022,        | Словеначка демократска странка                                                                                                   |
| 9   |       | Роберт Голоб                 | 1.јун 2022.         |                     | Покрет Слобода |